# Pluggable Authentication Modules
Pluggable Authentication Modules (PAM) ist  eine Programmierschnittstelle (API), die es Programmen ermöglicht, Benutzer über konfigurierbare Module zu authentifizieren.

## Details
PAM wurde 1995 von Vipin Samar und Charlie Lai bei Sun Microsystems entwickelt und seitdem nicht wesentlich verändert. 1997 veröffentlichte die Open Group eine vorläufige Spezifikation namens X/Open Single Sign-on Service (XSSO). PAM steht inzwischen auf AIX, HP-UX, Solaris, Linux, FreeBSD, NetBSD, macOS und DragonFly BSD zur Verfügung.

Statt die Einzelheiten der Authentisierung in jeder Applikation neu zu formulieren, bietet die PAM-API einen standardisierten Dienst in Form von Modulen an. In einer Konfigurationsdatei kann der Systemadministrator die Authentisierungsmodule einzelnen Diensten zuordnen, ohne dafür die Software, die diese Dienste realisiert, neu kompilieren zu müssen.
PAM wird in der Praxis häufig dafür eingesetzt, verschiedenste Serverdienste wie SSH und FTP mit nur einem Authentisierungsdienst zu verbinden. Dies ermöglicht die zentrale Speicherung der Anmeldedaten dieser Dienste. Wird das Passwort an der zentralen Stelle geändert, kann man sich bei allen Diensten direkt mit dem neuen, zentral gespeicherten, Passwort anmelden. Getrennte Passwortdatenbanken für einzelne Dienste sind nicht notwendig.